# Libor Kondělka
Libor Kondělka (31. března 1931 Slezská Ostrava – 29. října 2002 Havířov) byl český rozhlasový spíkr a režisér. Studoval na Obchodní akademii (1946–1950) a poté krátce filmovou režii na FAMU. Od roku 1950 pracoval v ostravském rozhlase jako hlasatel a zároveň stál také u počátků nově vznikající ostravské televize. V rozhlase později jako literární redaktor (1953–1954) a režisér slovesných pořadů (1954–1983). V letech 1983–1991 vedl uměleckou realizaci. Byl talentovaným spíkrem a režisérem, známým pro své živé přenosy, reportáže a náročné rozhlasové kompozice.

## Životopis
Libor Kondělka se narodil ve Slezské Ostravě. Do roku 1938 bydlel s rodiči v hornické kolonii Dolu Terezie, kdy po smrtelném úrazu v dole zemřel jeho otec, horník Emanuel. Po této události byl vdově majitelem dolu – hrabětem Wilczkem – přidělen byt ve „Vdovském domě“, tzv. „Vdovjáku“ (na ulici Vdovská č.p. 17). 
V dětství byl členem skautského oddílu, později v mládí se intenzivně věnoval loutkovému divadlu. Studoval Obchodní akademii V Ostravě, kde se potkal s význačnými osobnostmi ostravského kulturního života, pokud jde o ostravské rozhlasové studio, např. s literárním redaktorem Milanem Kleinem a ekonomickým náměstkem ředitele ostravského rádia Antonínem Kubzou.
Původně studoval filmovou režii na FAMU, kde si v průběhu studia jako „brigádník“ přičichnul k rozhlasové práci, když vypomáhal v pražském studiu Čs. rozhlasu jako hlasatel. To se mu stalo osudným, takže se nakonec se rozhodl pro práci v rozhlase po celou profesní kariéru.

### Okupace 1968
V roce 1968, po vstupu vojsk Varšavské smlouvy, spolu s některými dalšími pracovníky aktivně sestavili uzavřenou skupinu profesně a technicky vybavenou tak, aby byla schopná vysílat z terénních pracovišť. Takto vybaveni se podíleli na celostátním „štafetovém vysílání“ Československého rozhlasu, kterého se účastnila všechna krajská studia. V rámci utajení a z důvodu pronásledování nově etablovanými normalizačními strukturami, byli nuceni měnit svá stanoviště, kdy vystřídali dvě stanoviště rámci Ostravy a jedno mimoostravské v Beskydech.
Období normalizace se podepsalo na jeho zdraví. V roce 1970 byl vyloučen z KSČ, což by normálně znamenalo rozvázaní pracovního poměru v rozhlase. Vzhledem k provedeným čistkám mezi zaměstnanci ostravského studia se projevil nedostatek odborníků schopných udržet studio v provozu v potřebném rozsahu. Takže Libor Kondělka byl nakonec státní mocí „trpěn“ v pracovním poměru.
Do roku 1974 žil v nejistotě a stresu, kdy pracoval na termínované pracovní smlouvy a nevěděl, kdy přijde výpověď. Teprve v uvedeném roce dostal pracovní smlouvu na dobu neurčitou.
V tomto období byl perzekvován ze strany orgánů státní moci. Byl několikrát vyslýchán StB, nucen ke spolupráci, kterou nikdy nepodepsal. Vystaven byl provokacím a sledováním.
Kondělka měl přirozenou inteligenci, široký rozhled a smysl pro humor. Byl známý svou schopností improvizace a rychlého řešení technických problémů při živém vysílání. (např. vysílání populárního pořadu Mikrofórum z výstaviště Černá louka, nebo živé přenosy z ostravských divadel, kuturních akcí a pod.). Velké oblibě se po dlouhá léta těšil jeho pravidelný nedělní pořad „Blahopřání s písničkou“, jež na základě dopisů – blahopřání posluchačů autorsky připravoval a sám uváděl.
Mezi jeho významné práce patří adaptace Tajuplného ostrova Julese Verna z roku 1977 a povídky Otakara Batličky Na vlnách odvahy a dobrodružství z roku 1988. Byl také známý svou prací na operách a divadelních představeních, které převedl do rozhlasové podoby.
Významná je jeho spolupráce s ostravským televizním studiem v rámci dabingu – např. dabing polského televizního seriálu Čtyřicátník (Czterdziestolatek).
Libor Kondělka zůstává důležitou postavou ostravského rozhlasu s 131 záznamy her, dramatizací, komponovaných pořadů a dabingů.